# Greenport (contea di Columbia, New York)
Greenport è un comune degli Stati Uniti d'America, situato nello Stato di New York, nella contea di Columbia.